# Klaozaur

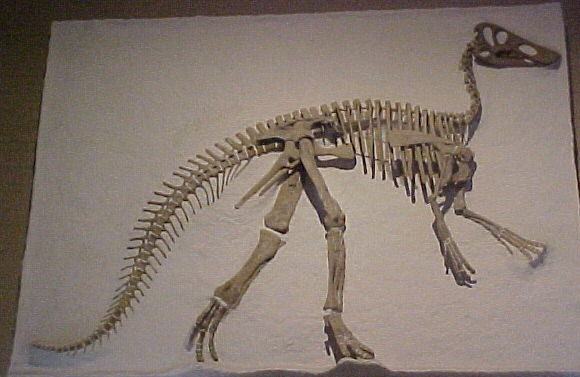
szkielet klaozaura (Peabody Museum, Yale University)

Klaozaur (Claosaurus agilis) – roślinożerny dinozaur z rodziny hadrozaurów (Hadrosauridae); jego nazwa znaczy "złamany jaszczur".
Żył w okresie późnej kredy (ok. 70-65 mln lat temu) na terenach Ameryki Północnej. Długość ciała ok. 3,5-4 m, masa ok. 475 kg. Jego szczątki znaleziono w USA (w stanie Kansas).
Posiadał żłobkowane, małe zęby, które służyły mu do rozdrabniania roślin.